# Gesellschaft für politische Aufklärung
Die Gesellschaft für politische Aufklärung (GfpA) ist ein im September 1982 gegründeter Zusammenschluss mehrerer Personen von unterschiedlicher politischer Orientierung, die sich die Förderung der Qualität der österreichischen Demokratie zum Ziel gesetzt hat. Organisatorisch und wissenschaftlich angebunden ist die Gesellschaft an den Instituten für Politikwissenschaften der Universitäten Innsbruck und Wien.

## Engagement
Die Mitglieder, die in unterschiedlichen Berufsfeldern tätig sind, sehen Österreichs Demokratie als Antwort auf die Irrwege des 20. Jahrhunderts, vor allem auf den Nationalsozialismus. So versteht sich die GfpA in erster Linie als eine Plattform gegen den Rechtsextremismus und engagiert sich für Solidarität und Verantwortung im politischen, sozialen und kulturellen Bereich sowie für eine höhere Sensibilität gegenüber Alltagsrassismen, Verletzungen von Menschenrechten und Diskriminierung sozialer Gruppen. Sie setzt sich für die Förderung der demokratischen Qualität und für einen verantwortungsvollen Umgang mit der österreichischen Geschichte ein.

## Tätigkeitsfelder
Die GfpA ist österreichweit tätig und führt unter anderem in Zusammenarbeit mit Partnerorganisationen Projekte und Veranstaltungen durch. Um Personen aller Altersgruppen und sozialen Schichten zu erreichen, werden verschiedene Workshops, Ausstellungen und Seminare veranstaltet. So findet zum Beispiel auch eine jährliche Fahrt zur Gedenkstätte Auschwitz-Birkenau statt.

## Geschichte
Mitte der 1980er Jahre organisierte Andreas Maislinger drei jeweils über zwei Semester gehende Vortragsreihen an der Universität Innsbruck. Unter dem Titel „Erzählte Geschichte“ sprachen Klaus Hornig, Erwin Gostner, Otto John, Friedl Volgger, Bischof Paulus Rusch, Fritz Molden, Friedrich Reitlinger und Zdenek Mlynar. Die Frage nach möglichen Vorurteilen in Tirol versuchten u. a. Sigurd Paul Scheichl, Anton Pelinka, Alexander Langer, Walter Guggenberger, Hans Haid und Andreas Pribersky zu beantworten. Ernst Bruckmüller, Leopold Steurer, Alexander Langer, Anton Pelinka, Christoph Hartung von Hartungen u. a. sprachen über mögliche Gefahren für die Demokratie in Nord- und Südtirol.

## Mitglieder
Quelle: Website der GfpA
- Helga Amesberger
- Brigitte Bailer-Galanda
- Dolores Bauer
- Angelica Bäumer
- Burg Czeitschner
- Peter Dusek
- Reinhold Gärtner
- Brigitte Halbmayr
- Friedrun Huemer
- Franz Küberl
- Karin Liebhart
- Bernd Marin
- Elisabeth Morawek
- Wolfgang Neugebauer
- Günther Pallaver
- Anton Pelinka
- Lukas Resetarits
- Gustav Spann
- Herbert Steiner
- Robert Streibel
- Erika Thurner
- Josef Weidenholzer

Verstorbene Mitglieder der Gesellschaft sind
- Paul Flora
- Claus Gatterer
- Hermann Langbein
- Karl R. Stadler
- Hans Strotzka
- Charlotte Teuber
- Erika Weinzierl

## Veröffentlichungen
- Gesellschaft für politische Aufklärung (Hrsg.): Vorurteile in Tirol?  Sturzflüge, 5. Jahrgang, Beiheft zu Nr. 18, Bozen 1987.
- Godele von der Decken: Teilung Tirols – Gefahr für die Demokratie? Beiheft zu Sturzflüge Nr. 23, 1988.